# Radio (canção de Rammstein)
"Radio" é um single da banda alemã Rammstein lançado em 26 de abril de 2019, é o segundo single do sétimo álbum, lançado em 17 de maio de 2019. Inclui a versão do álbum da música, e um remix feito pelo duo twocolors, do filho do guitarrista Paul Landers, Emil Reinke.
A letra da canção aborda as restrições culturais impostas na Alemanha Oriental, onde as pessoas que queriam ouvir rádios ocidentais tinham de fazê-lo às escondidas. A Metal Hammer afirmou que o riff da canção parece ter sido influenciado por "Love Like Blood", do Killing Joke.

## Vídeo
O vídeo, quase totalmente em preto e branco, foi lançado na internet em 26 de abril de 2019 após uma prévia de 26 segundos exibida dois dias antes, com referências a Kraftwerk e Klaus Nomi. A faixa estreou em algumas rádios em 25 de abril de 2019, enquanto que o vídeo foi mostrado (sem som) na parede de uma casa em Berlim.
O vídeo abre com um comunicado de rádio (não usado no álbum) que diz: "Achtung, Achtung. Hier ist Berlin Königs Wusterhausen und der Deutsche Kurzwellensender. Wir senden Tanzmusik", que pode ser traduzido como "Atenção, Atenção. Aqui é Berlin Königs Wusterhausen e o transmissor de ondas curtas alemão. Estamos transmitindo música para dançar." Königs Wusterhausen é uma cidade próxima a Berlim onde o primeiro transmissor de rádio da Alemanha foi construído, em 1920. Em 1933, ele foi tomado pelo regime nazista para transmitir propaganda do governo. Após a Reunificação da Alemanha, o local se tornou um museu.

## Faixas
| N.º            | Título                        | Duração |  |
| 1.             | "Radio"                       | 4:37    |  |
| 2.             | "Radio" (Remix por twocolors) | 5:00    |  |
| Duração total: | Duração total:                | 9:37    |  |

## Desempenho nas tabelas
| Paradas musicais                                        | Melhor posição |
| ------------------------------------------------------- | -------------- |
| Bélgica (Ultratip Bubbling Under de Flandres)           | 25             |
| República Checa (Singles Digitál Top 100)               | 36             |
| Alemanha (Offizielle Deutsche Charts)                   | 4              |
| Escócia (Scottish Singles Chart)                        | 47             |
| Eslováquia (Singles Digitál Top 100)                    | 35             |
| Suécia (Sverigetopplistan)                              | 100            |
| Suíça (Schweizer Hitparade)                             | 17             |
| Reino Unido (OCC UK Rock and Metal)                     | 9              |
| Estados Unidos (Billboard Hot Rock & Alternative Songs) | 27             |

## Certificações
| País            | Certificação | Vendas  |
| --------------- | ------------ | ------- |
| Alemanha (BVMI) | Ouro         | 200.000 |
| Áustria (IFPI)  | Ouro         | 15.000  |
| Polónia (ZPAV)  | Ouro         | 25.000  |

## Histórico de lançamento
| Região | Data                | Formatos           | Gravadora       |
| ------ | ------------------- | ------------------ | --------------- |
| Vários | 26 de abril de 2019 | Download Streaming | Universal Music |